# 聖母玫瑰堂
聖母玫瑰堂（英語：Our Lady of the Rosary Church）是一座香港天主教教堂，由天主教香港教區管理。位於香港西環堅尼地城蒲飛路25號（聖嘉祿學校內），建立於1953年。

## 牧職人員
- 主任司鐸: 林銘神父
- 助理司鐸: 阮唯心神父

## 堂區服務範圍

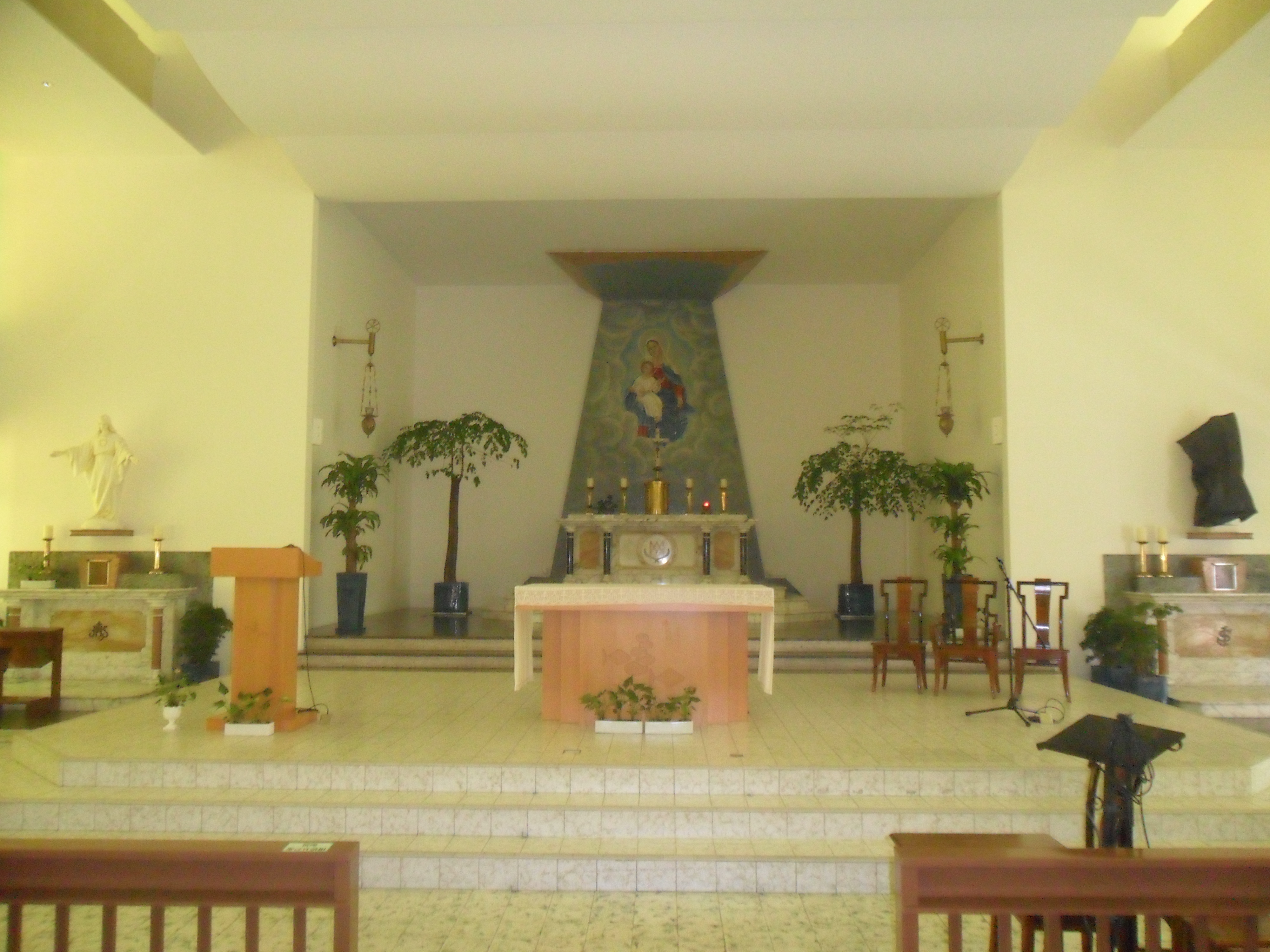
聖堂祭台

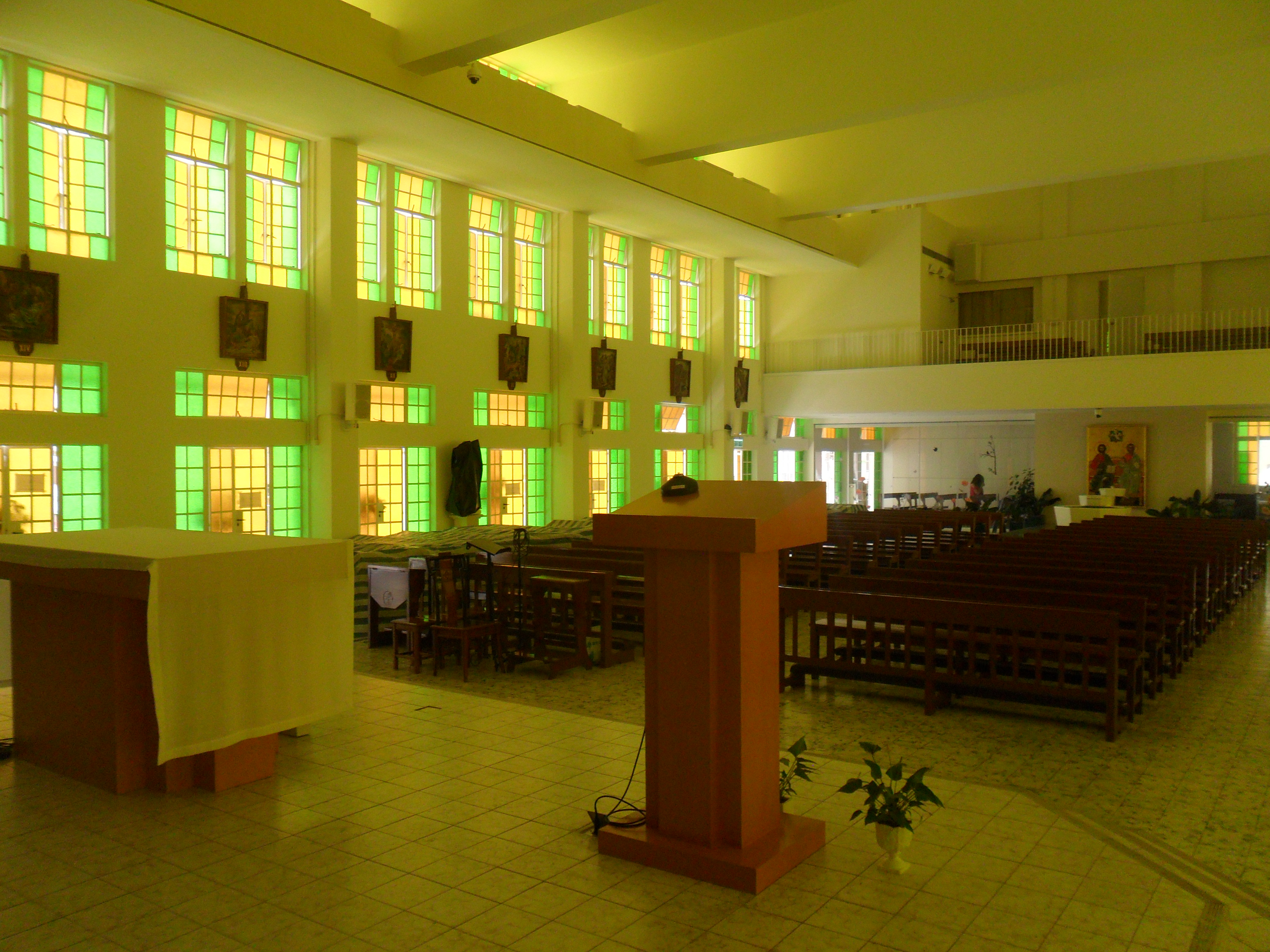
聖堂內部

聖母玫瑰堂區服務的範圍包括堅尼地城的寶翠園、寶雅山、羲皇臺、西環邨、觀龍樓、高逸華軒、學士臺、太白樓和綠意居。

## 堂區歷史
1953年，巴黎外方傳教會戴天恩神父租用西環士美非路一民房的二樓建立聖堂，同年10月7日，並舉行第一台彌撒，剛巧是聖母玫瑰瞻禮日，聖母玫瑰堂亦以此為名。1960年，在蒲飛路現址的聖母玫瑰堂建成啓用。

## 堂區主保

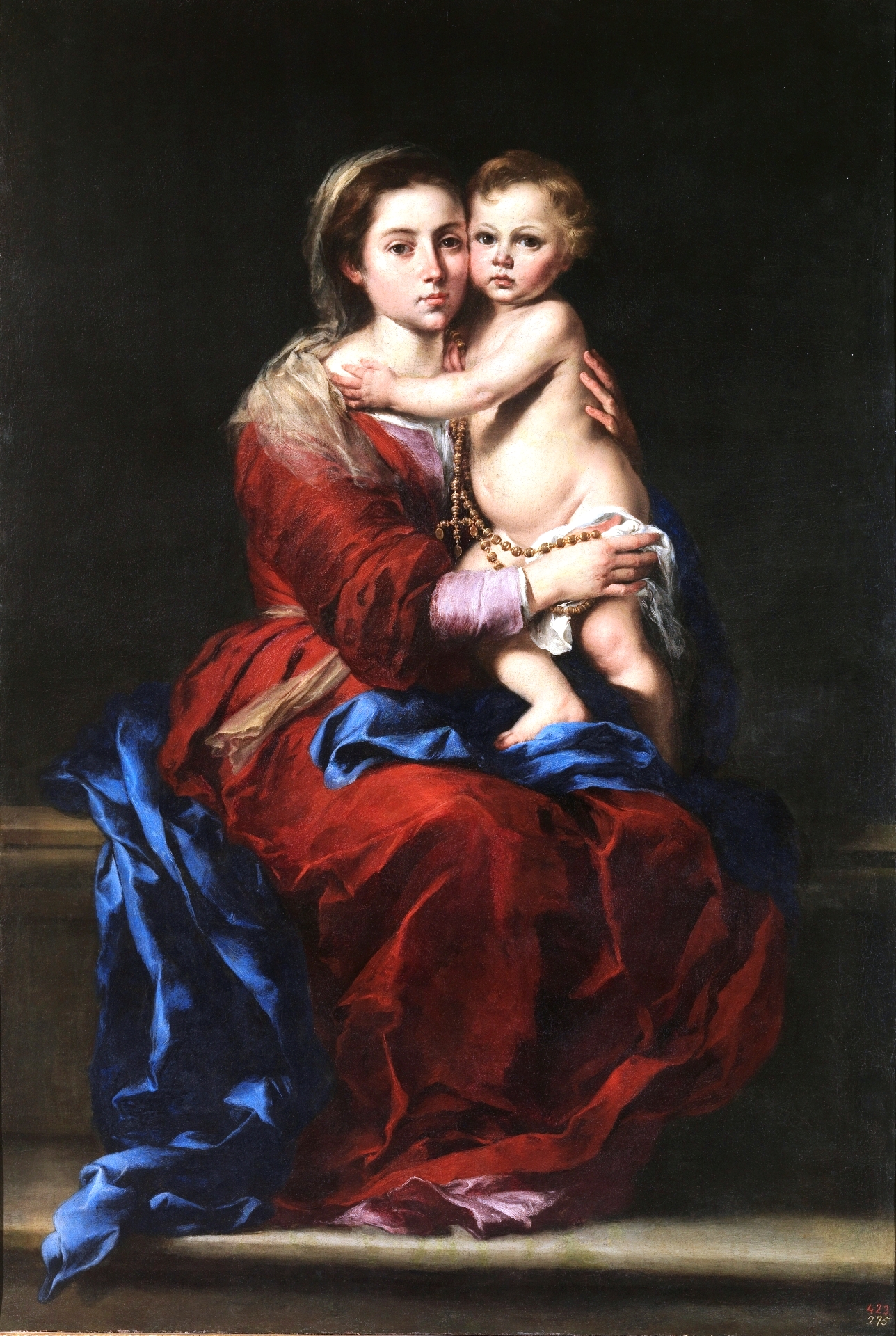
玫瑰聖母

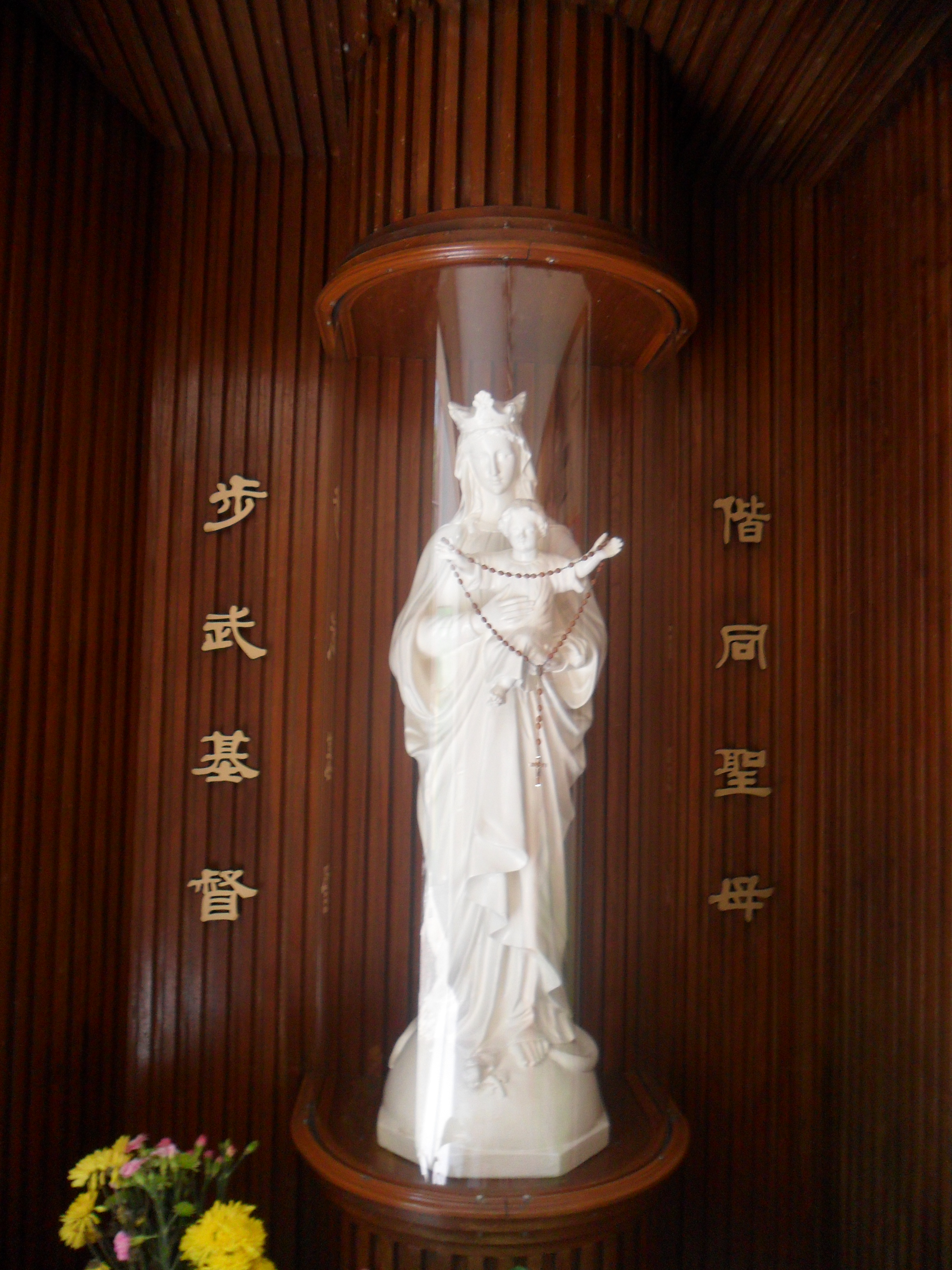
聖母像

玫瑰聖母又名龐貝聖母，源於一幅在那波里隱修院收藏的圖像。聖母右手抱著嬰孩耶穌，嬰孩耶穌伸出右手將玫瑰唸珠交給聖道明，聖母的左手向下垂，手中的玫瑰唸珠交給聖加大利肋．西亞納。隱修院的修女將這幅圖像送給於1872年來到新龐貝推廣頌唸玫瑰經的一位名叫龍果 (Bartolo Longo 1841年-1926年) 的意大利律師。這位律師後來籌建了一座教堂，存放這幅圖像，信眾在這圖像前祈禱，有人求得奇蹟，於是從各地不斷有人來龐貝朝聖。龍果後來於1980年被教宗宣為真福。

## 彌撒及禮儀時間

### 彌撒
- 主日彌撒：上午 8:00、10:30 (粤語)
　　　　　下午 12:30 (英語)
- 星期六提前主日彌撒：晚上 6:30 (粤語)
- 平日彌撒：上午 7:00 (粤語)
- 耶穌聖心彌撒：每月首星期五晚上 8:00（粵語）

### 明供聖體
- 每月首星期五晚上 7:00
- 星期四上午 7:30

## 相冊

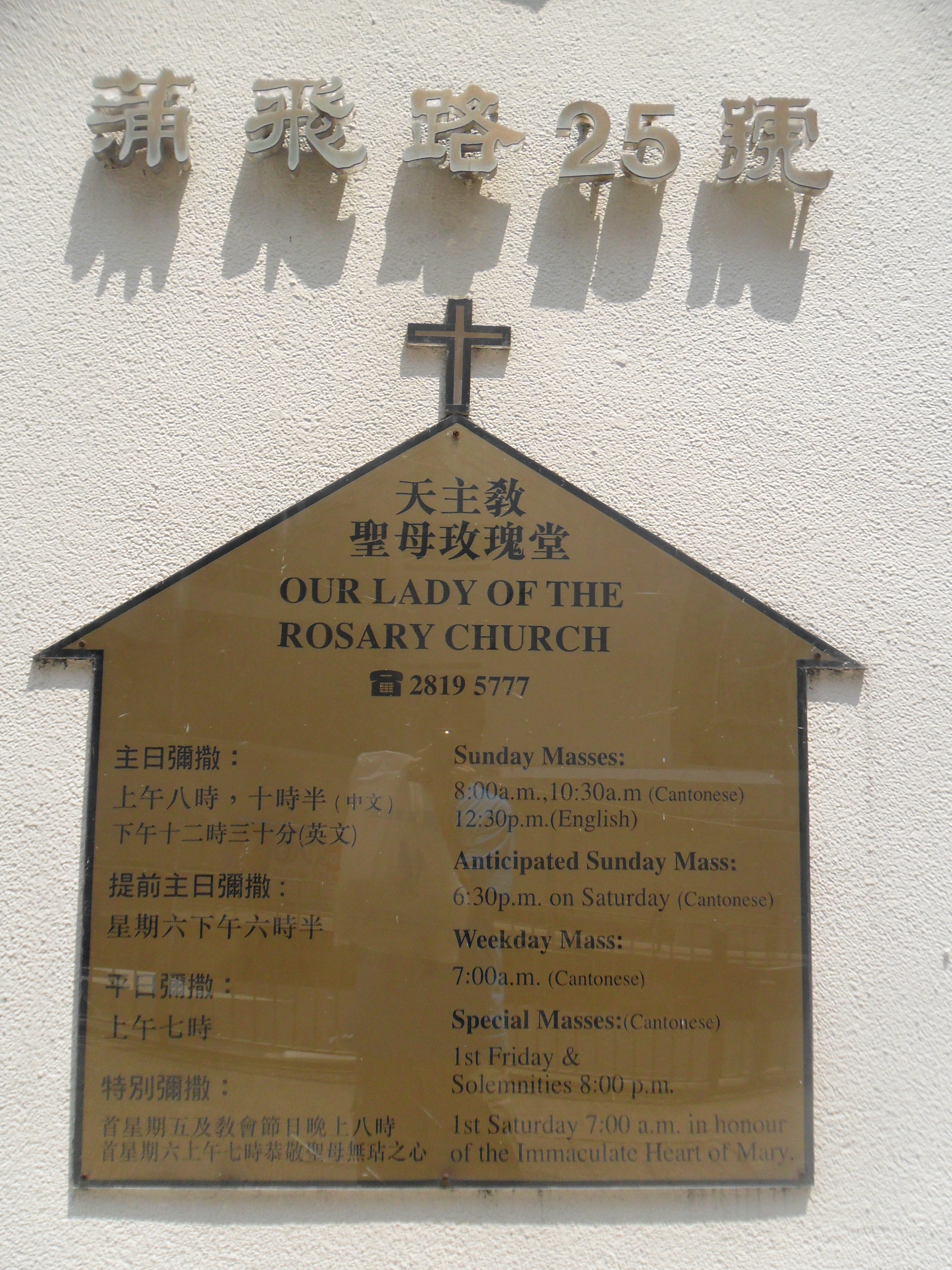
聖堂彌撒時間及地址
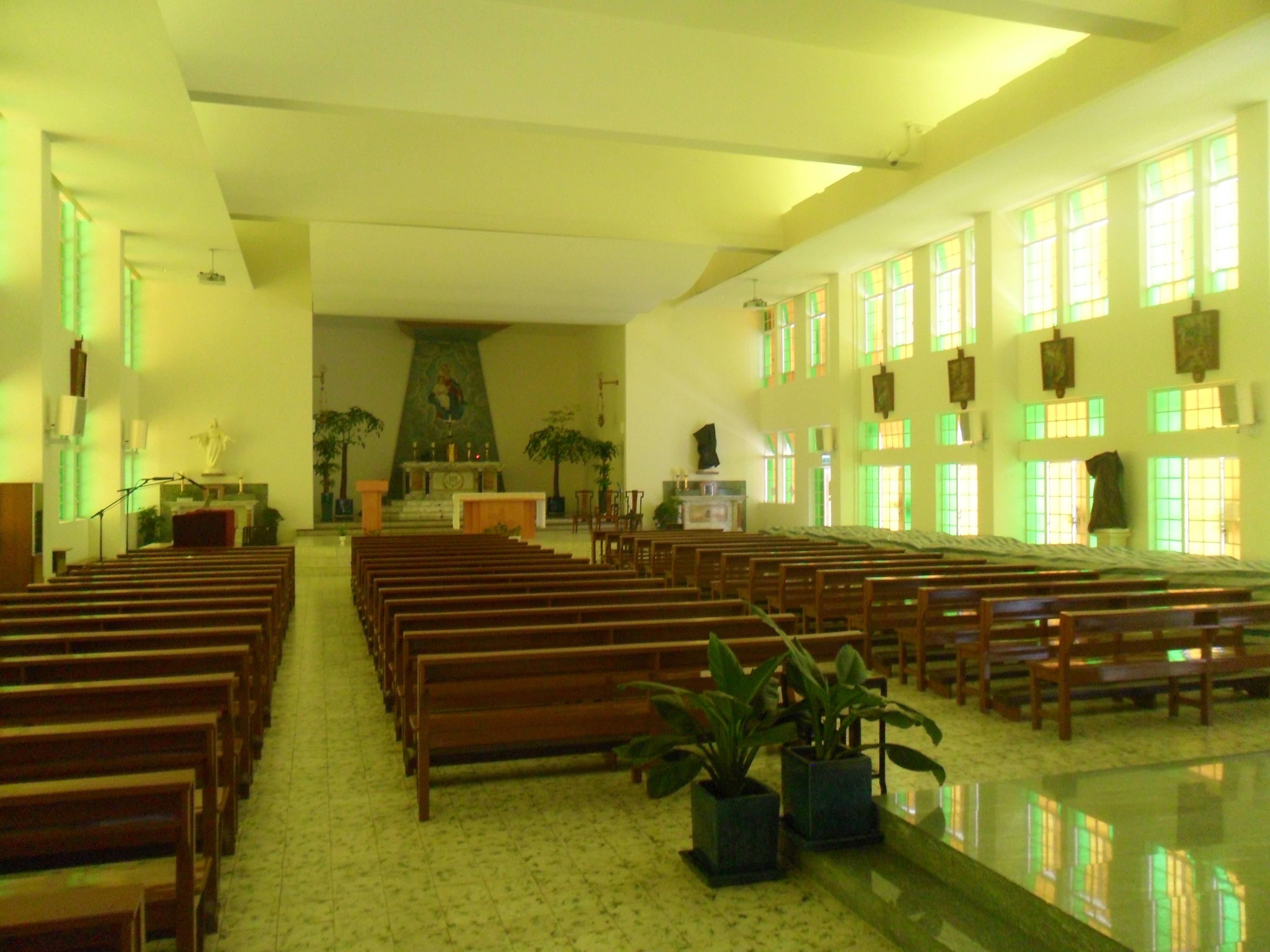
聖堂內部
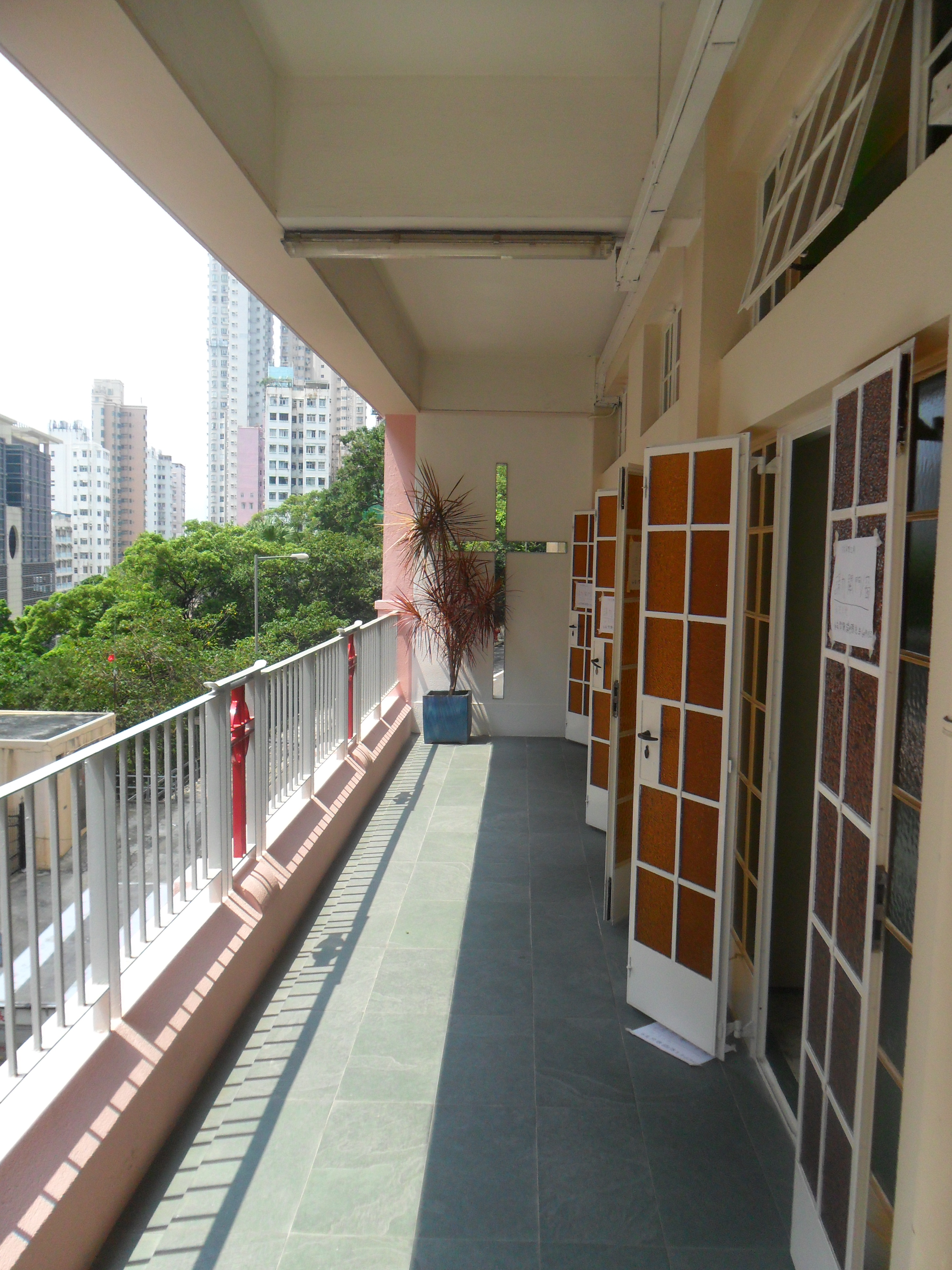
聖堂外走廊
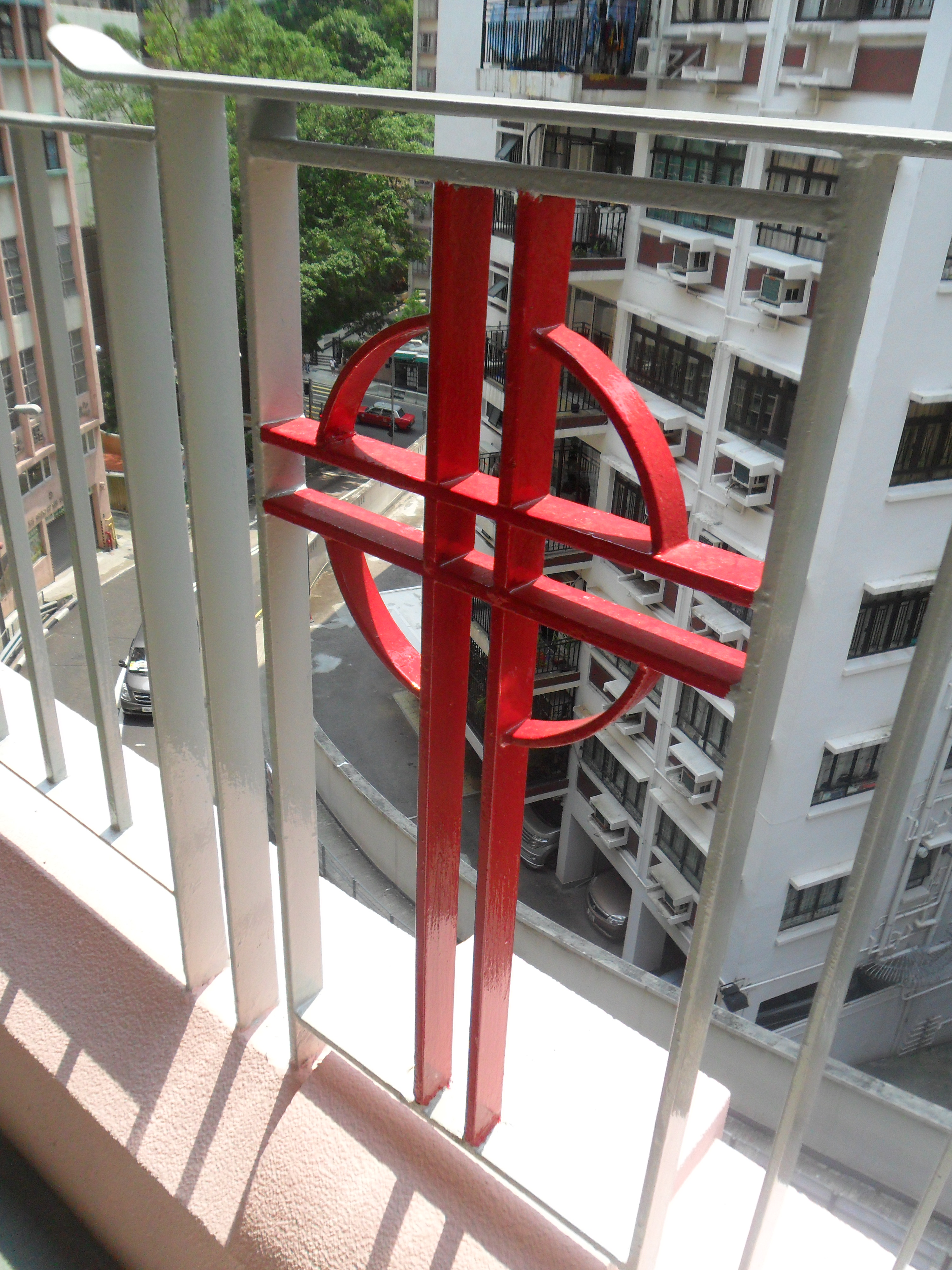
走廊旁的十字架
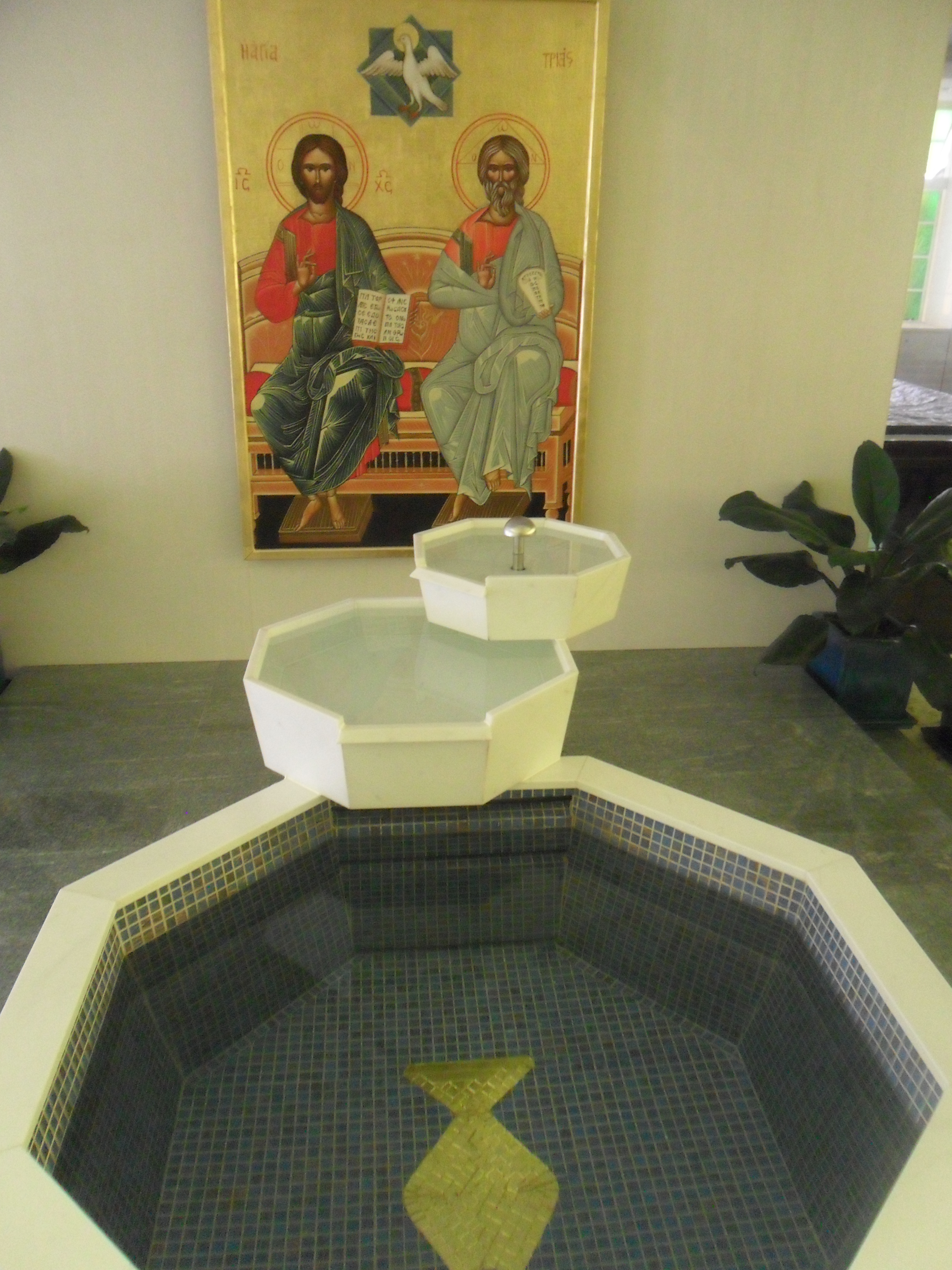
聖洗池
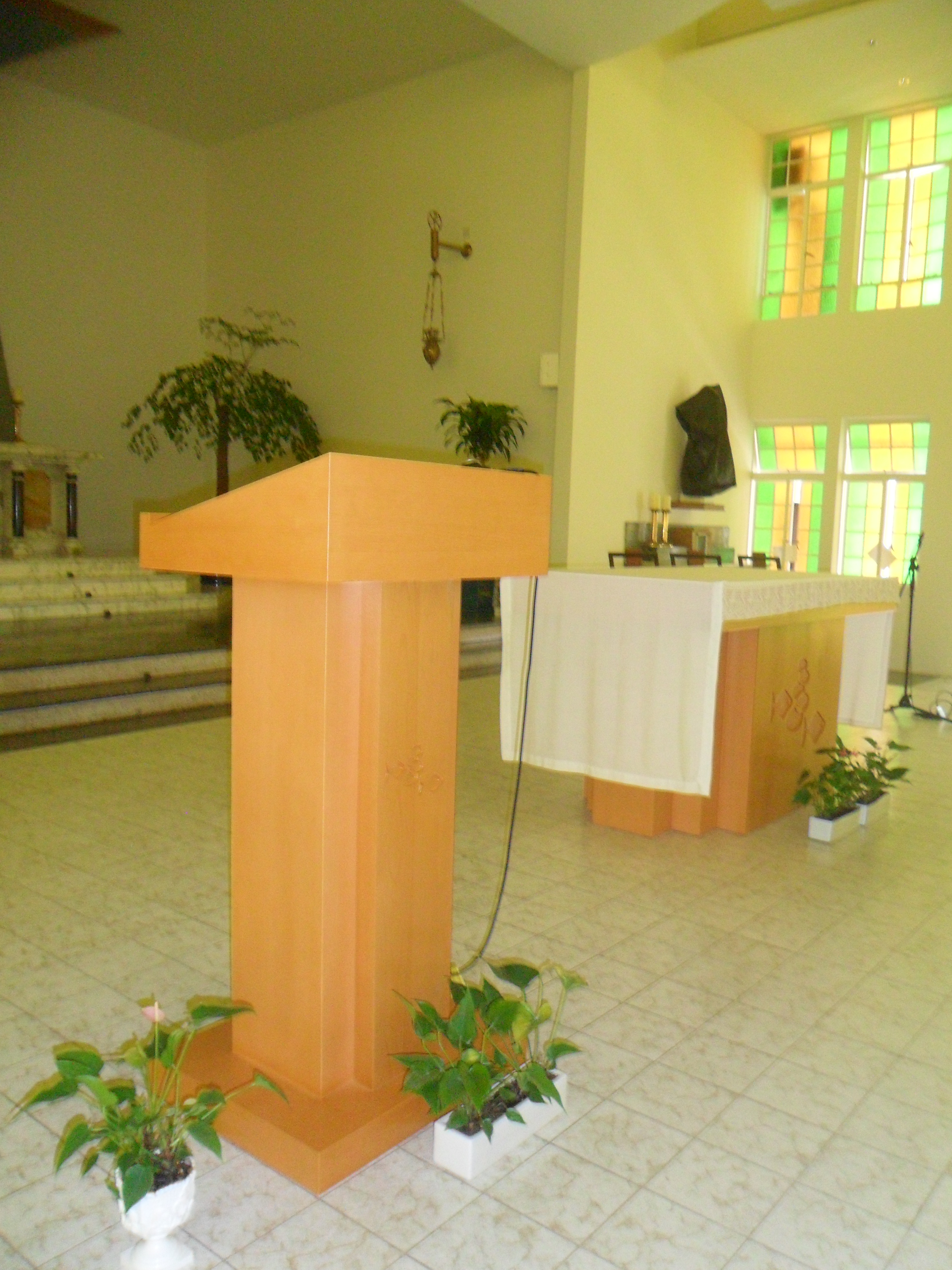
讀經台
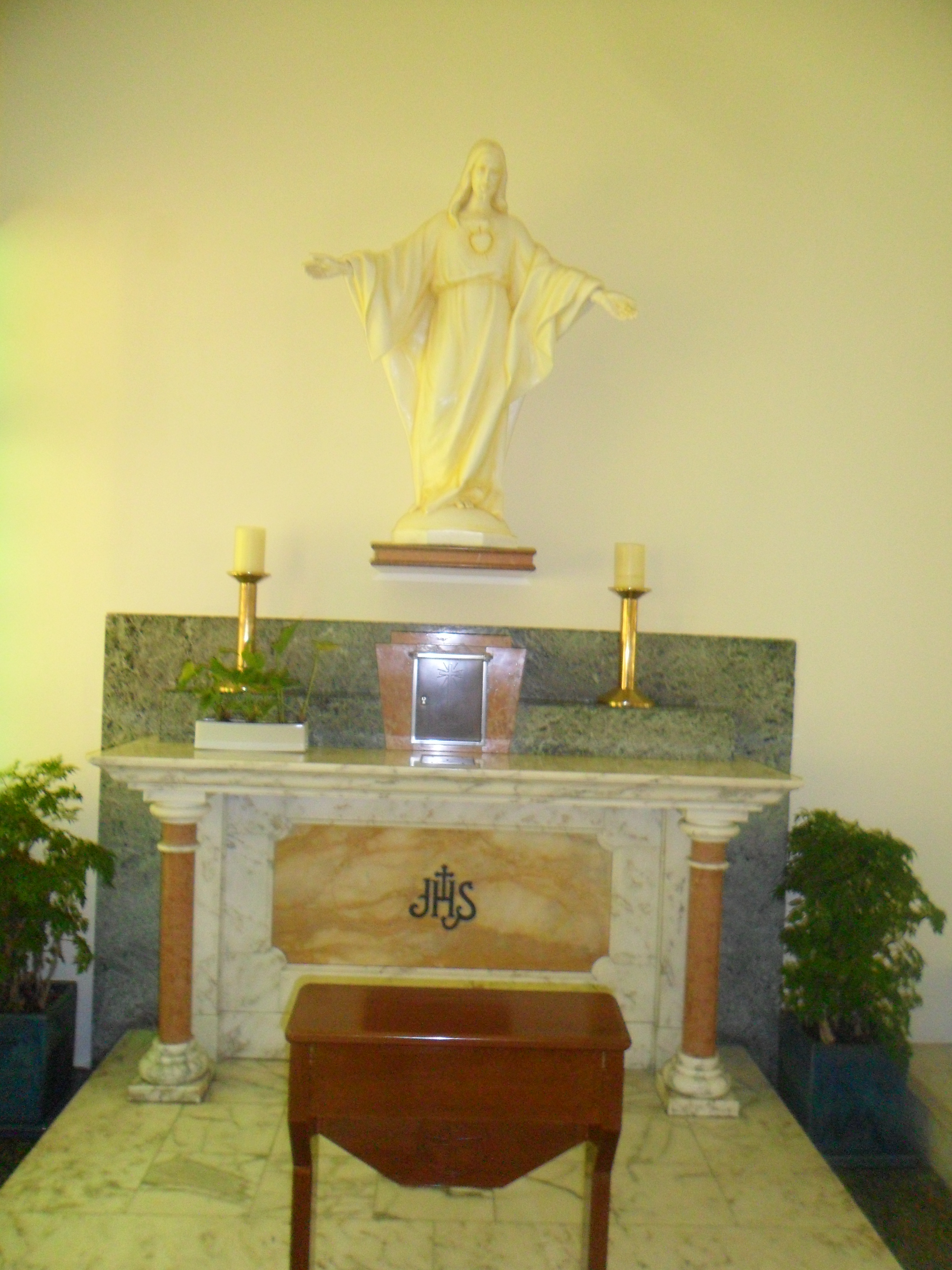
耶穌聖心像
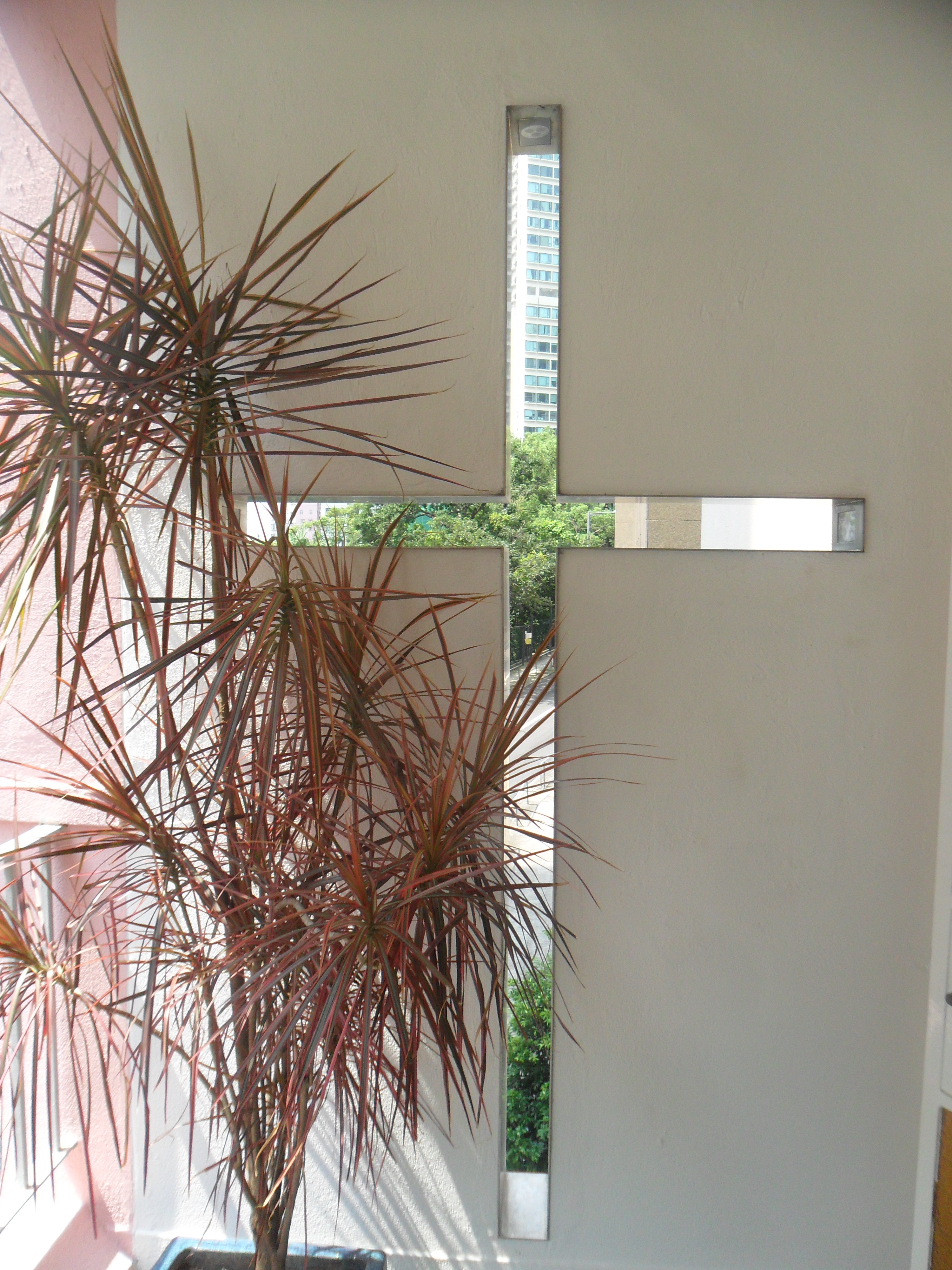
牆壁上的十字架
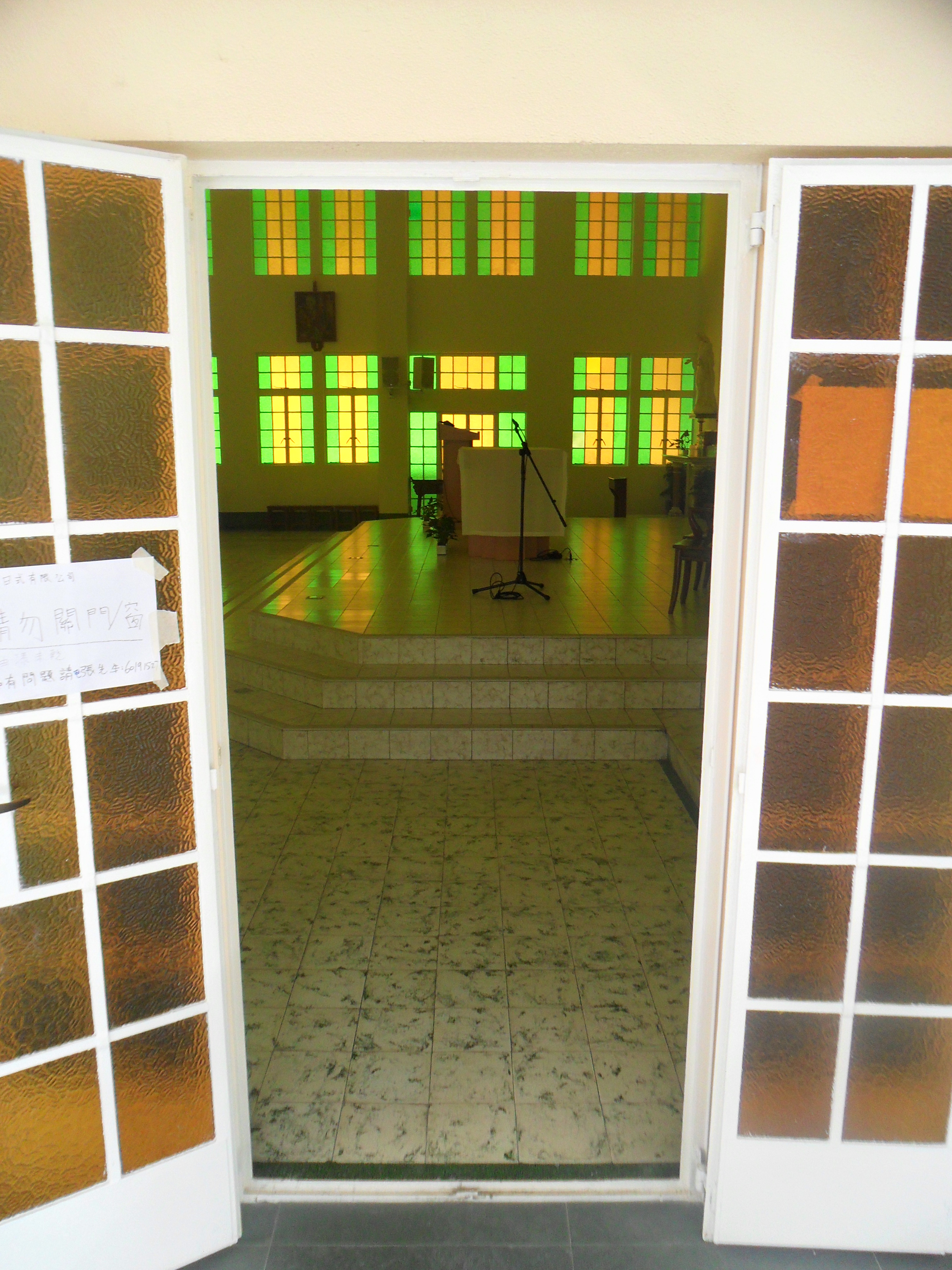
聖堂正門
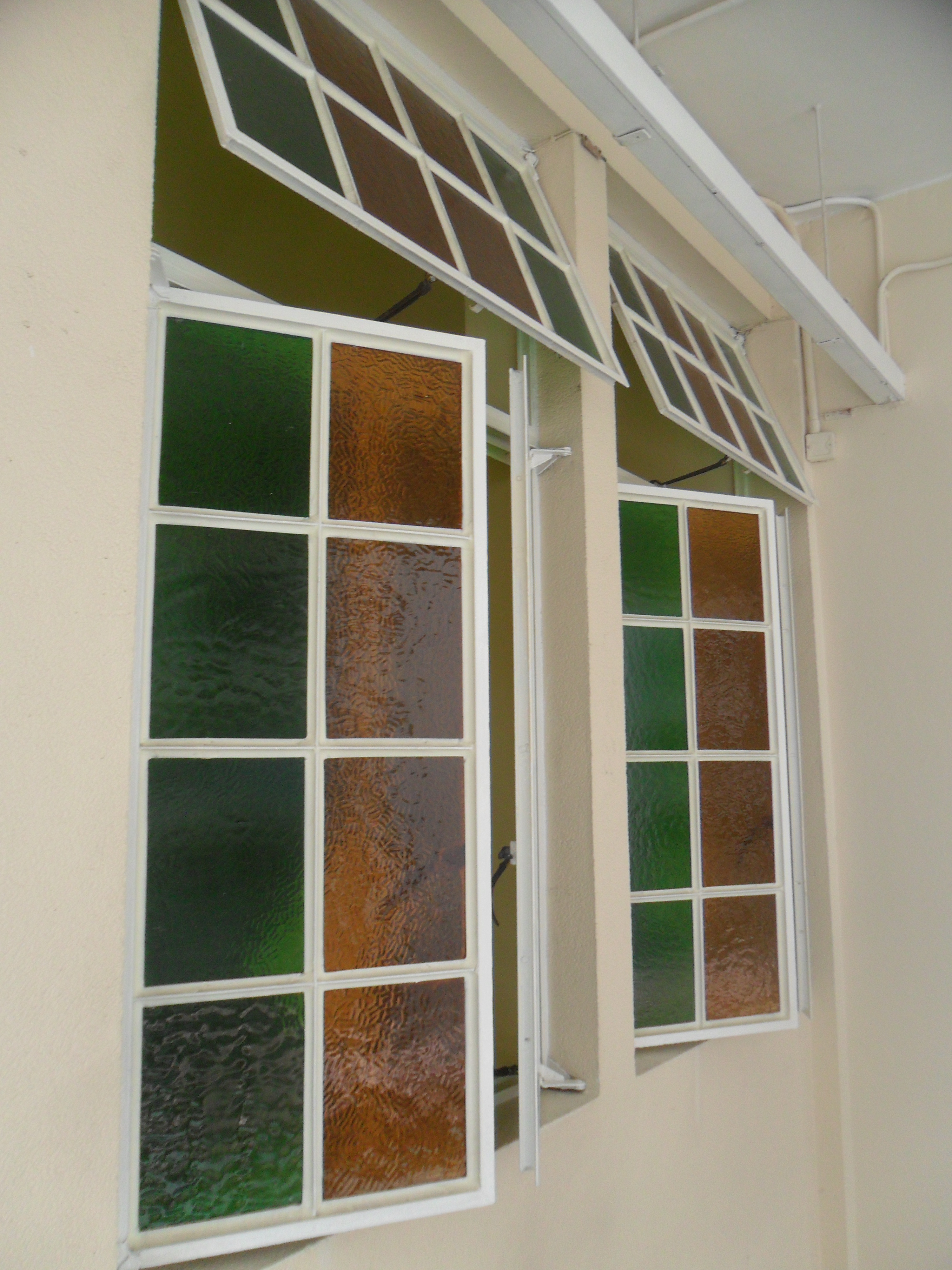
彩色玻璃窗

## 外部連結
- 聖母玫瑰堂網站 （页面存档备份，存于）